# عاری از یهود

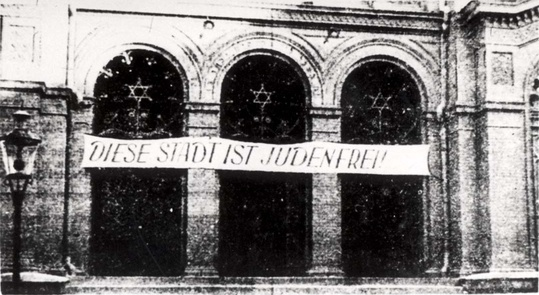
کنیسه‌ای در شهر بیدگوشچ در لهستان اشغالی، ۱۹۳۹. بر روی پارچه نوشته شده: «این شهر عاری از یهودیان است».

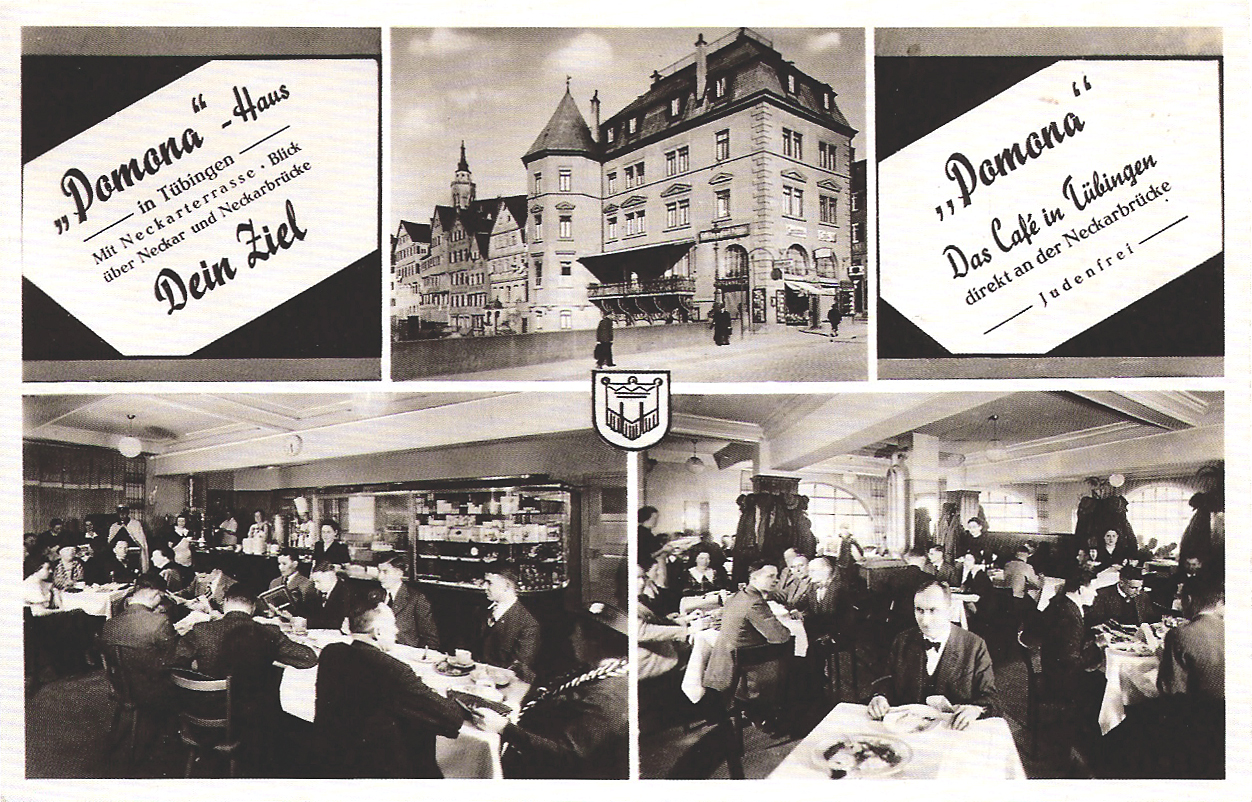
تبلیغ برای کافه‌ای در توبینگن که آن را judenfrei می‌خواند.

عاری از یهود (به آلمانی: Judenfrei) اصلاحی در زبان آلمانی به معنای «خالی از یهود» یا «پاکسازی‌شده از یهودیان» است که در زمان رژیم نازی به شهرها یا مناطقی اطلاق می‌شد که جمعیت یهودیان ساکن در آن‌ها پاک‌سازی شده بودند. در کنار این واژه، اصطلاح judenrein (به معنی «پاکیزه از یهود») نیز برای رساندن این منظور که منطقه از هر گونه خون یهودی – که به باور نازی‌ها ناپاک به‌شمار می‌رفت – پاکسازی شده‌است، به کار گرفته می‌شد. این واژگان نژادپرستانه با روی کار آمدن رژیم نازی و یهودستیزی آن ابداع شدند و نخست توسط ایشان در پیش از آغاز جنگ جهانی دوم در آلمان، و سپس در سرزمین‌های اشغالی توسط آلمان، همچون لهستان اشغالی در ۱۹۳۱، به کار گرفته شدند. در جریان هولوکاست، بسیاری از یهودیانی که پیشتر توسط نازی‌ها شناسایی شده و می‌بایست نشان زرد بر لباس‌های خود می‌بستند به ناچار مناطق زندگی خود را ترک کرده و در گتوهای نازی‌ها اسکان داده شدند.
پس از پایان جنگ جهانی دوم تلاش‌هایی برای بازگرداندن یهودیان بومی آلمان به آن کشور و بازساخت کنیسه‌ها و مراکزی از ایشان که در جریان رژیم نازی یا شب‌های بلورین نابود شدند صورت گرفت. از judenrein و Judenfrei از آن پس برای توصیف آزار و اذیت جوامع یهودی یا دولت اسراییل در سراسر جهان بهره گرفته می‌شود.

## مناطق عاری از یهود
شهرها، روستاها، و مناطقی که هدف پاک‌سازی قومی یهودیان قرار می‌گرفتند توسط نازی‌ها عنوان «منطقه عاری از یهود» را دریافت می‌کردند؛ اگرچه همواره تعدادی از یهودیان با پنهان شدن و کمک گرفتن از مردم محلی اقدام به ماندن در آن مناطق می‌کردند. در برلین، این افراد با عنوان «زیردریایی‌نشین‌ها» شناخته می‌شدند، چرا که گویی توانایی غیب شدن (در زیر امواج) را داشتند. بسیاری از ایشان از جنگ جان سالم به در بردند و بازماندگان هولوکاست را تشکیل دادند.
- گلن‌هاوزن، آلمان – در تاریخ ۱ نوامبر ۱۹۳۸ و پس از آنکه کنیسه شهر بسته شده و جمعیت یهودی آن ناچار به ترک شهر شدند توسط روزنامه Kinzigwacht عاری از یهود اعلام شد.[۲]
- بیدگوشچ، لهستان – در دسامبر ۱۹۳۹
- آلزاس – توسط روبرت واگنر در ژوئیه ۱۹۴۰ judenrein نامیده شد.[۳]
- لوکزامبورگ اشغال شده توسط آلمان نازی – در ۱۷ اکتبر ۱۹۴۱ به نوشته روزنامه‌ها judenfrei اعلام شد.[۴]
- استونی اشغال شده توسط آلمان نازی – در جریان کنفرانس وانزه در ۲۰ ژانویه ۱۹۴۲ کشوری «عاری از یهود» اعلام شد.[۵][۶]
- دولت مستقل کرواسی – نخست در فوریه ۱۹۴۲ خود را «عاری از یهود» نامید. اما تنها در ۱۹۴۴ و پس از اطمینان حاصل شدن از اخراج همه یهودیان این کشور توسط گشتاپو بود که یکی از دیپلمات‌های آلمانی در کرواسی در تلگرامی به برلین در ۱۸ آوریل ۱۹۴۴ عنوان کرد که «کرواسی اکنون یکی از کشورهایی است که مسئله یهود در آن حل شده‌است.»[۷][۸]
- وین – در ۹ اکتبر ۱۹۴۲ توسط آلوئیس برونر «عاری از یهود» اعلام شد.
- برلین – در ۱۹ مه ۱۹۴۳